# 李世杰 (1957年)
李世杰（1957年12月—），辽宁人，汉族，中华人民共和国政治人物，中国民主建国会中央委员会副主席、组织部原部长，第十、十一、十二、十三届全国政协委员。

## 生平
2008年，当选第十一届全国政协委员，代表中国民主建国会，分入第八组。2018年1月，当选第十三届全国政协委员。